# Siphelele Ntshangase
Siphelele Ntshangase (Pongola, 11 de mayo de 1993) es un ex-futbolista sudafricano que juega en la demarcación de centrocampista para el Sunrise FC Lephalale de la Segunda División de Sudáfrica.

## Selección nacional
Tras jugar con la selección de fútbol sub-23 de Sudáfrica, finalmente hizo su debut con la selección absoluta el 25 de marzo de 2015 en un encuentro amistoso contra Suazilandia que finalizó con un resultado de 1-3 a favor del combinado sudafricano tras el gol de Felix Badenhorst para Suazilandia, y de Thulani Hlatshwayo, Mandla Masango y Thabo Mnyamane para Sudáfrica.

## Clubes
| Club                 | País      | Año       | Partidos | Goles |
| -------------------- | --------- | --------- | -------- | ----- |
| Black Leopards FC    | Sudáfrica | 2013-2017 | 87       | 17    |
| Baroka FC            | Sudáfrica | 2017-2018 | 10       | 0     |
| Kaizer Chiefs FC     | Sudáfrica | 2018-2021 | 36       | 0     |
| Marumo Gallants FC   | Sudáfrica | 2021-2022 | 3        | 1     |
| Black Leopards FC    | Sudáfrica | 2022-2023 | 7        | 1     |
| Ditlou FC            | Sudáfrica | 2024      | 0        | 0     |
| Sunrise FC Lephalale | Sudáfrica | 2025-     | 7        | 0     |